# Позычанюк, Иосиф Иванович
Иосиф Иванович Позычанюк (псевдонимы «Саблюк», «Устим», «Чубенко», «Шугай», «Рубагайда», 1913–1944) — украинский политический и военный деятель. Госсекретарь информации и пропаганды в Украинском государственном правлении, политический руководитель УПА, председатель Бюро информации УГВР, полковник УПА.

## Биография
Окончил литературный факультет педагогического института в Нежине. В 1939 ЦК комсомола направил его во Львов для развития комсомола на Западной Украине. Именно здесь он познакомился с идеями Организации украинских националистов (ОУН) и вступил в организацию.
Под псевдонимом «Шугай» Позычанюк становится членом Провода ОУН, а 30 июня 1941 года, после провозглашения во Львове Акта восстановления Украинского государства, — Государственным секретарем информации и пропаганды в Украинском государственном правлении во главе с премьером Ярославом Стецько. После этого он в составе походной группы, возглавляемой Дмитрием Мироном-«Орликом», отправляется в Киев для провозглашения и развития Украинского государства.
Именно через его родной посёлок Дашев в июле 1941 г. проходила Южная походная группа ОУН (Б) (под руководством Зиновия Матлы и Тимофея Семчишина). Здесь походная группа разделилась и направилась различными подгруппами на Одессу, Христиновку, Тальное.
В сентябре 1941 г. по дороге в Киев Позычанюка арестовали гестаповцы и вывезли во Львов, а затем в Краков. В 1942 он бежал из концлагеря Освенцим и возвратился в Украину, где вступил в ряды УПА.
С весны 1943 — полковник и член Главной Команды УПА на Волыни под псевдонимом «Саблюк». Был организатором подразделений УПА в центральной Украине.
Позычанюк — инициатор создания чуженациональных подразделений УПА (узбекских, грузинских, азербайджанских, русских и т.д), которые стали создаваться с осени 1943,  их организатором стал бывший лейтенант Красной Армии Дмитрий Карпенко — «Ястреб».
В ноябре 1943 г. Позычанюк был соорганизатором Конференции порабощённых народов Восточной Европы и Азии, на которой была утверждена программа борьбы за получение национальных государств, а также план образования иностранных легионов («куреней») в составе УПА. Именно тогда УПА провозгласило лозунг «Свобода народам. Воля человеку».
Позычанюк был одним из основателей Украинского главного освободительного совета (УГВР) летом 1944 года. 15 июля 1944 года он был избран членом Президиума УГВР и главой информационно-пропагандистского центра. Он был редактором многих публикаций ОУН, в том числе газет «За самостийну Украину», «За Українську державу» и других.
Погиб 22 декабря 1944 в лесу вблизи сел Юшковцы и Девятники Жидачевского района Львовской области во время боя с подразделением НКВД, отправляясь на встречу с Романом Шухевичем.

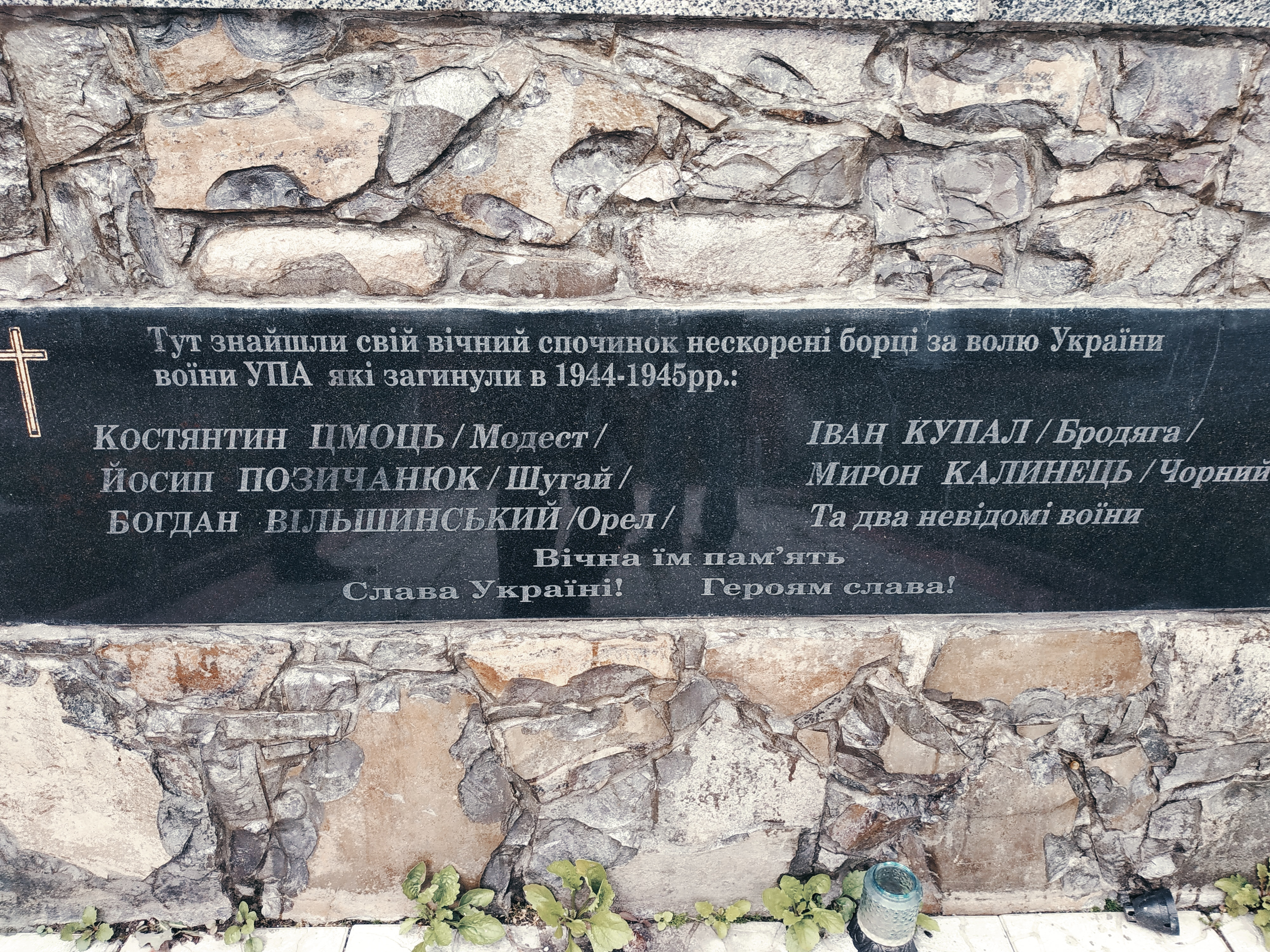
Памятная плита на могиле Иосифа Позычанюка

## Память
- Награжден Серебряным Крестом Заслуги согласно приказу №3/52 Главного военного штаба УПА от 12.10.1952 года.
- 20 октября 2017 года в Дашеве Иосифу Позычанюку установили мемориальную доску-барельеф[2].